# باول فيرير
باول فيرير هو مجدف وصحفي وكاتب بلجيكي، ولد في 30 يناير 1917 في لو هافر في فرنسا، وتوفي في 23 فبراير 2008 في سان بول دي فينس في فرنسا.